# Liste des gares des Hauts-de-Seine
Liste des gares ferroviaires des Hauts-de-Seine :
- Gare d'Antony
- Gare d'Asnières-sur-Seine
- Gare des Baconnets
- Gare de Bellevue
- Gare de Bois-Colombes
- Gare de Bourg-la-Reine
- Gare de Bécon-les-Bruyères
- Gare de Chaville-Rive-Droite
- Gare de Chaville-Rive-Gauche
- Gare de Chemin d'Antony
- Gare de Clamart
- Gare de Clichy - Levallois
- Gare de Colombes
- Gare de Courbevoie
- Gare de Fontaine Michalon
- Gare de Fontenay-aux-Roses
- Gare de Garches - Marnes-la-Coquette
- Gare de Gennevilliers
- Gare des Grésillons
- Gare d'Issy
- Gare d'Issy-Val de Seine
- Gare de La Croix de Berny
- Gare de la Défense
- Gare de La Garenne-Colombes
- Gare de Meudon
- Gare de Meudon-Val-Fleury
- Gare de Nanterre-La Folie
- Gare de Nanterre-Préfecture
- Gare de Nanterre-Université
- Gare de Nanterre-Ville
- Gare du Parc de Sceaux
- Gare de Puteaux
- Gare de Robinson
- Gare de Rueil-Malmaison
- Gare de Saint-Cloud
- Gare de Sceaux
- Gare de Sèvres-Rive-Gauche
- Gare de Sèvres - Ville-d'Avray
- Gare du Stade
- Gare de Suresnes-Mont-Valérien
- Gare du Val d'Or
- Gare des Vallées
- Gare de Vanves - Malakoff
- Gare de Vaucresson

## Gares ferroviaires fermées
- Ancienne gare d'Argenteuil
- Gare du Bas-Meudon, désormais station de la ligne T2
- Gare de Bellevue-Funiculaire, désormais station de la ligne T2
- Gare des Carbonnets
- Gare des Coteaux, désormais station de la ligne T2
- Halte de Courbevoie-Sport
- Ancienne gare de Gennevilliers
- Gare des Moulineaux - Billancourt, désormais station de la ligne T2
- Gare du Pont de Saint-Cloud, désormais station de la ligne T2
- Gare du Pont de Sèvres, désormais station de la ligne T2
- Gare de Sceaux (ancienne)
- Gare de Suresnes - Longchamp, désormais station de la ligne T2